# Tmarus comellinii
Tmarus comellinii es una especie de araña cangrejo del género Tmarus, familia Thomisidae.

## Distribución
Esta especie se encuentra desde Congo hasta Sudáfrica.